# نويمارك (تورينغن)
نويمارك باي وايمار (بالألمانية: Neumark, Thuringia) هي بلدة ألمانية تقع في ألمانيا في تورينغن. يقدر عدد سكانها بـ 467 نسمة .